# 잠만보
잠만보(영어: Snorlax, 일본어: カビゴン 가비곤[*])는 포켓몬스터 시리즈에 등장하는 가공의 캐릭터이다.

## 특징
잠자고 있을 때 이외에는 계속 먹이를 먹는다. 하루에 400kg을 먹지 않으면 배가 부르지 않는다. 곰팡이가 나있어도 신경쓰지 않고, 복통도 일으키지 않는다.

## 게임에서의 잠만보
스피드가 매우 낮지만, 높은 공격력과 내구성을 지녔다.
《포켓몬스터 적·녹·청·피카츄·파이어 레드·리프 그린》에서는 필드상에 잠들어 있는 잠만보 근처에서 「포켓몬 피리」를 불면 일어나서 대전을 시작한다.
《포켓몬스터 금·은·크리스탈》에서는 통상의 4배 크기로 필드에 등장. 「포켓몬 피리」의 멜로디가 흐르는 라디오 채널에 맞춘 채로, 잠만보에게 말을 걸면 배틀이 시작된다.
《대난투 스매시 브라더스 시리즈》에서는 몬스터 볼에서 출현하여 하늘에서 낙하하며 플레이어를 덮친다.
《포켓몬스터DP 디아루가·펄기아》에서는 진화 전 단계인 먹고자가 등장했다. 라이벌이 막판에 소유하고 있으며 레벨은 DP 디아루가/펄기아에서는 첫 번째가 51, 두 번째가 60, 세 번째가 70이고 Pt 기라티나에서는 첫 번째가 49, 두 번째 (파트너)가 54, 세 번째가 63, 네 번째가 73, 다섯 번째가 83이다. 그러므로 잠만보를 상대할 때는 격투 타입 포켓몬이 선두에 있어야 하고 플레이어는 DP 디아루가/펄기아에서는 레벨을 첫 번째 66, 두 번째 75, 세 번째 85 이상까지 올려야 하고, Pt 기라티나에서는 두 번째를 제외한 레벨을 첫 번째 68, 세 번째 87, 네 번째에는 91 이상이어야 하고 다섯 번째에서는 레벨 100이 되어야 한다.
《포켓몬스터 X·Y》에서는 7번도로의 다리 위에서 잠들어있는 상태로 다시 등장한다. 파르팽 궁전에 가서 포켓몬 피리를 받은 이후 잠만보 근처에서 불게 하면 잠만보와 배틀을 할 수 있다.
《포켓몬스터 썬·문》에서 전용 Z기술 '진심의공격'이 추가되었다.
《레츠고! 피카츄, 이브이》에서 길을 막으며 스토리 진행을 못하게 한다. 피리를 불면 깨울수 있다.
《포켓몬스터 소드 실드》에서는 거다이맥스 잠만보가 등장하는데, 누워있는 상태에서 배에 나무가 자란 형태로 나온다.
이벤트로 전에 와일드에리어에서 등장했다.
전용기술은 거다이재생으로 노말타입이며 다이어택과 같은 데미지를 주고 부가효과로 50% 확률로 이미 전에 사용한 자신의 열매를 주워올 수 있다.

## 애니메이션에서의 잠만보
《포켓몬스터》41화에 첫 등장. 강의 상류를 막아버려, 마을의 주민이 식량난에 빠져 있었다.
오렌지 제도편에서는 귤을 모조리 먹어치우는 야생의 잠만보가 등장하여, 지우가 푸린의 도움을 받고 잠만보를 포획한다. 그 뒤 성도리그나 배틀 아레나에서 활약한다. 포켓몬 스모 대회에서는 지우가 잠만보로 출전해서 우승했다. 잠만보는 지우의 포켓몬 중 유일하게 400kg이 넘는 포켓몬이다.
《포켓몬스터 XY》18화에서 고목내마을 축제의 포켓몬으로 등장한다. 그러나 포켓몬피리를 뺏긴 이후 잠만보는 코를 골며 계속해서 잠만 자고 있었다.
「포켓몬스터 썬&문」에선 매시붕에게 흡혈을 당해 엄청 쪼그라든다.
《포켓몬스터 디 오리진 THE ORIGIN》3화의 16번도로의 사이클링 로드 입구 혹은 12번도로의 부둣가에서 레드가 포켓몬피리로 깨워 포획한다. 상록체육관전에서 비주기의 뿔카노를 상대로 파괴광선을 쓰지만 뿔드릴이 명중하여 일격에 쓰러지고 만다.
《포켓몬스터 W》에서는 거다이맥스한 잠만보가 등장했다.
《포켓몬스터 W》에서 포켓몬스터 많이먹기 대회에서 번치코의 라이벌로 등장하지만, 번치코에게 진다.

## 그 외에서의 잠만보
- 극장판 《루기아의 탄생》에서 지우의 잠만보가 등장한다.
- 단편영화 《피카츄 탐험대》, 《피츄와 피카츄》에서 별개체의 잠만보가 등장한다.
- 극장판 《열공의 방문자 테오키스》에서는 야생의 먹고자가 종반에 잠만보로 진화한다.
- 만화책 《포켓몬스터 스페셜》에서 레드와 에메랄드가 사용한다.